# モンパルナス＝ビヤンヴニュ駅
モンパルナス=ビヤンヴニュ駅（station Montparnasse - Bienvenüe）はフランス・パリの6区、14区、15区にまたがって位置するメトロの駅である。メトロの4、6、12、13号線が乗り入れる。またフランス国鉄のモンパルナス駅とは地下でつながっており乗り換えが可能である。

## 駅構造
駅は大きく南北2つに分かれる。
北側はモンパルナス大通り（Boulevard du Montparnasse）と1940年6月18日広場（Place du 18 juin 1940）の地下に4号線と12号線のホームがある。南側はメーヌ大通り（Avenue du Maine）およびビヤンヴニュ広場（Place Bienvenüe）からヴォージラール大通り（Boulevard de Vaugirard）の地下にかけて6号線の、同じくビヤンヴニュ広場とメーヌ大通りの地下に13号線のホームがある。各線ともホームは相対式2面2線である。

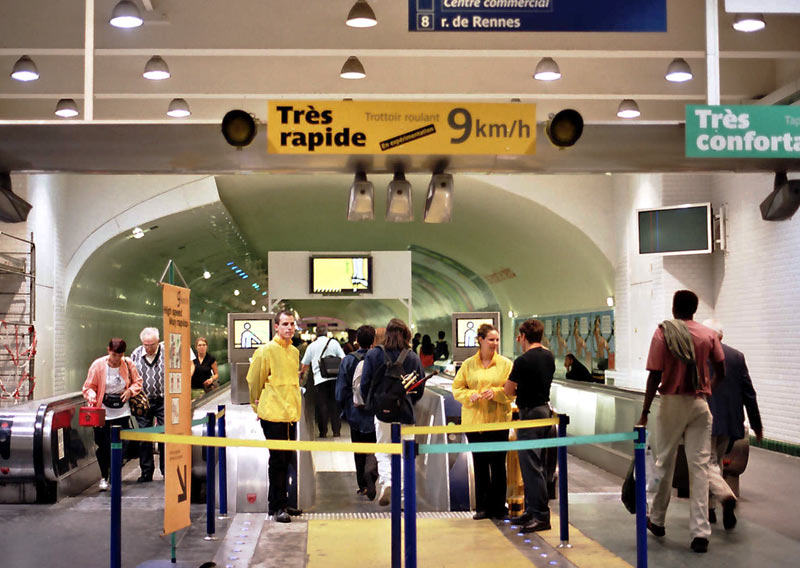
9km/hの動く歩道

南北二つの部分は長い地下通路で結ばれており、通路には3本の動く歩道がある。このうち1本は最大9km/hで動作する。RATPの試算では、この動く歩道を利用することにより通勤者は年間11.5時間を節約することができるという。
南側の改札口は国鉄モンパルナス駅の地下1階と直結している。

## 利用状況
2005年の利用者は年間2946万人で、メトロの駅では北駅、サン・ラザール駅に次ぎ第3位である

## 駅周辺
モンパルナス駅およびモンパルナス参照。

## 歴史
モンパルナス＝ビヤンヴニュ駅は4号線、12号線のモンパルナス駅（1910年開業）と6号線、13号線のビヤンヴニュ駅（1906年開業時の呼称はモンパルナス駅、のち1910年アヴニュ・デュ・メーヌ駅と改称）が合併してできた駅である。両駅の間には1930年代末に地下の連絡通路が設けられ、1942年10月6日に合併して一つの駅となった。なお現在では旧ビヤンヴニュ駅が国鉄モンパルナス駅の駅前にあり、旧モンパルナス駅は国鉄駅から離れているが、これはモンパルナス・タワー建設に絡み1965年に国鉄駅が南よりに移転したためであり、移転前は旧モンパルナス駅が国鉄駅の駅前にあり、旧ビヤンヴニュ駅は駅の裏手にあった。
ビヤンヴニュ駅の駅名は、メトロ開業前の1896年から1932年の引退まで30年以上に渡ってメトロの技師長を務め、「メトロの父」と称えられるフルジャンス・ビヤンヴニュに由来する。引退の翌年の1933年に、地上の広場（Place de Bienvenüe）とともに改名された。
2002年7月1日には南北の地下通路に最高時速12kmの動く歩道が設置され、「世界最速」として話題になったが、転倒して怪我をする人が続出したため7月5日に使用を停止した。その後速度を9km/hまで落として運行を再開している。

### 年表
- 1906年4月24日 : メーヌ大通りに2号南線（現6号線）アヴニュ・デュ・メーヌ駅（呼称はモンパルナス駅）開業。
- 1907年10月14日 : 2号南線を5号線に統合。
- 1910年4月6日 : モンパルナス大通りに4号線モンパルナス駅開業。これにともないメーヌ大通りの駅をアヴニュ・デュ・メーヌと改称。
- 1910年11月5日 : 南北地下電鉄A線（現メトロ12号線）がモンパルナス駅に乗り入れる。
- 1930年1月1日 : 南北地下電鉄のメトロへの統合にともない、A線はメトロ12号線となる。
- 1933年6月30日 : アヴニュ・デュ・メーヌ駅をビヤンヴニュ駅と改称。
- 1937年1月21日 : 14号線（現13号線）がビヤンヴニュ駅に乗り入れる。
- 1942年10月6日 : モンパルナス駅とビヤンヴニュ駅を統合しモンパルナス＝ビヤンヴニュ駅とする。同時に5号線の当駅を含む区間を6号線に移管。
- 1976年11月9日 : 14号線を13号線に統合。

## 隣の駅
メトロ
4号線
サン＝プラシッド駅 - モンパルナス＝ビヤンヴニュ駅 - ヴァヴァン駅
6号線
パスツール駅 - モンパルナス＝ビヤンヴニュ駅 - エドガール・キネ駅
12号線
ノートル＝ダム＝デ＝シャン駅 - モンパルナス＝ビヤンヴニュ駅 - ファルギエール駅
13号線
デュロック駅 - モンパルナス＝ビヤンヴニュ駅 - ゲテ駅